# Постановка голоса
Постановка голоса — приспособление и развитие голосового аппарата для использования в профессиональных целях (певцами, ораторами, актёрами, лекторами, педагогами). В результате голосовой аппарат приобретает способность выдерживать большие нагрузки, а голос приобретает особую звучность, широкий диапазон и тембровое богатство.
Методика постановки голоса опирается на данные анатомии, физиологии и акустики. При обучении различным видам пения или сценической речи применяются особые приёмы, но существуют и общие принципы, позволяющие эффективно регулировать дыхание, использовать естественные резонаторы и правильно артикулировать.
Постановка голоса является обязательным начальным этапом при обучении пению. Большинство голосов от природы несовершенны, хотя иногда ряд качеств поставленного голоса может присутствовать у певца, не имевшего специальной подготовки. Поставленный певческий голос отличается свободой, естественностью, устойчивостью; певец способен достигать максимального акустического эффекта с минимальной затратой мышечной энергии. На характер постановки голоса могут оказывать влияние национальная манера пения, эстетические предпочтения эпохи, особенности того вида пения, которому обучают певца, и т. д.
При обучении сценической речи к постановке голоса приступают после работы над дикцией и дыханием. В процессе постановки укрепляются все голосовые данные человека — объём, сила и звучность голоса. Постановка педагогического голоса также имеет свою специфику: педагогу при этом необходимо добиваться таких качеств, как благозвучность, выносливость и способность к внушающему воздействию.